# Orlando Stadium
Das Orlando Stadium ist ein Stadion in der südafrikanischen Stadt Johannesburg im Stadtteil Soweto. Es bietet Platz für 40.000 Zuschauer und dient dem Fußballverein Orlando Pirates als Heimstätte.

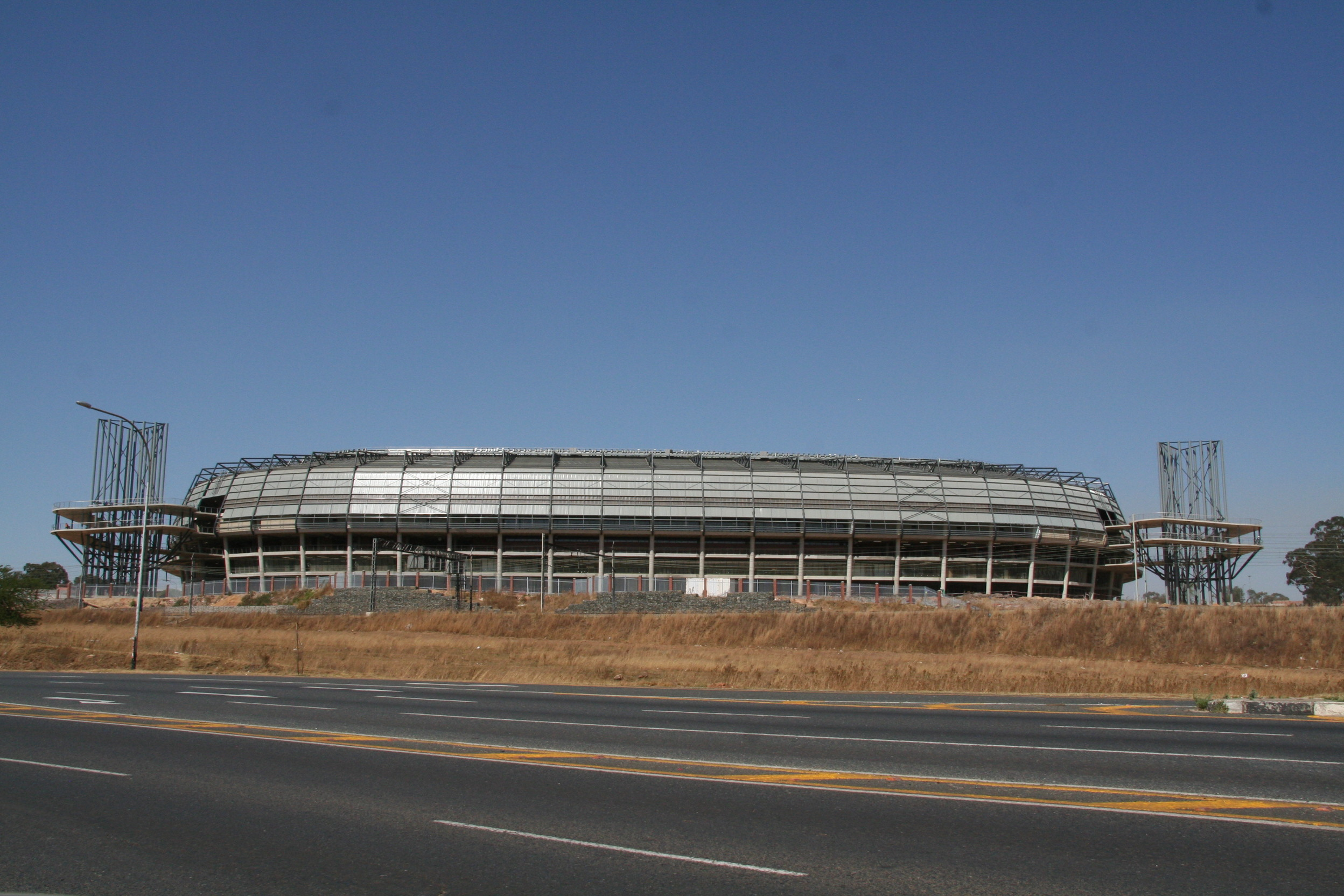
Blick auf das Orlando Stadium

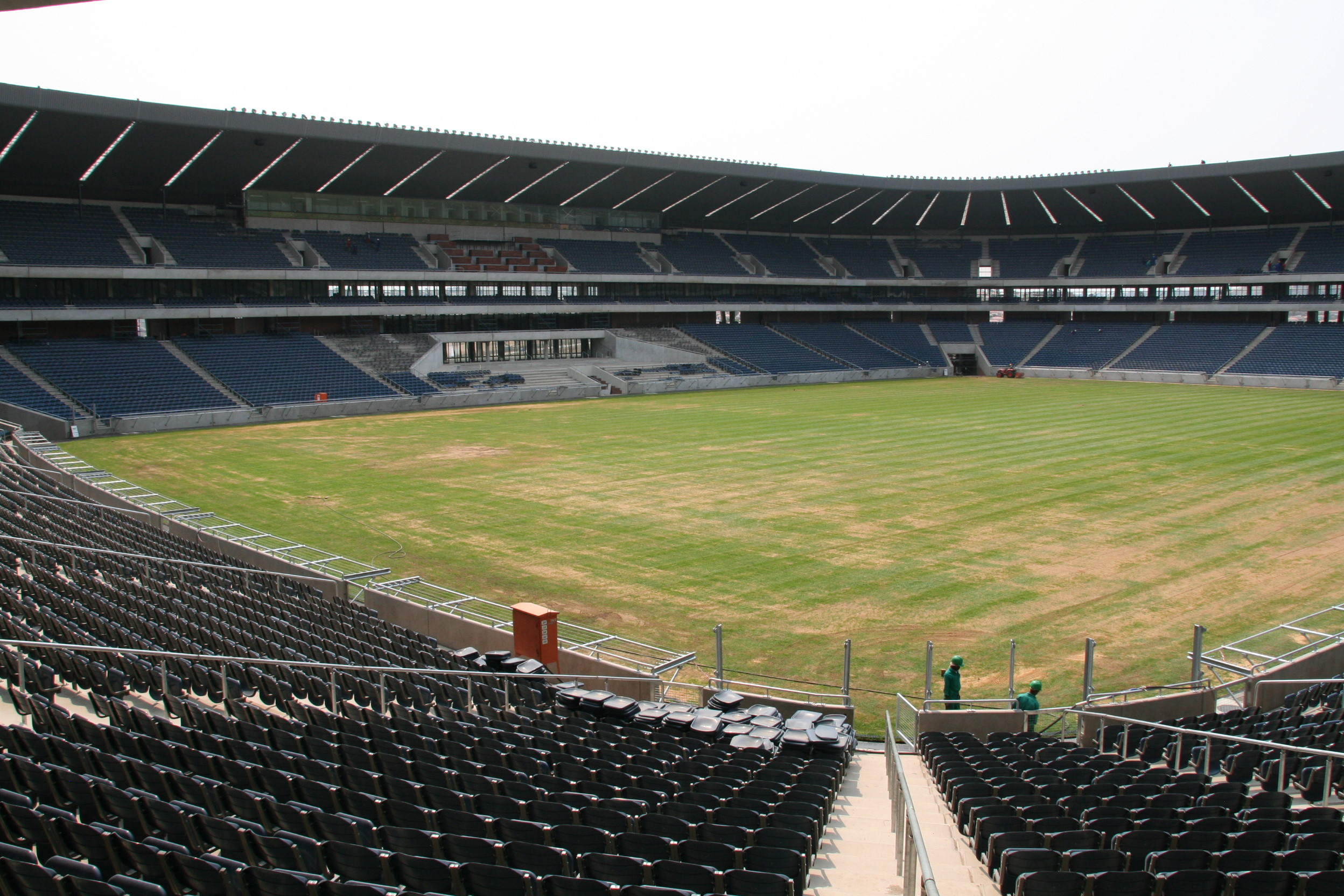
Blick ins Stadion

 Das Orlando Stadium in Johannesburg, der größten Stadt Südafrikas, wurde im Jahre 1959 erbaut und am 22. Mai des gleichen Jahres eröffnet. Das Stadion befindet sich in Soweto, einer ursprünglichen Schwarzensiedlung, damals vor den Toren Johannesburgs. Wenige Kilometer entfernt steht das größte Fußballstadion Afrikas, Soccer City. Im Orlando Stadium trägt der Verein Orlando Pirates seit der Einweihung des Stadions 1959 seine Heimspiele aus. Der 1937 gegründete Verein wurde bis heute fünfmal Fußballmeister von Südafrika und gewann zweimal den nationalen Pokal. Der größte internationale Erfolg der Orlando Pirates ist der Sieg in der CAF Champions League im Jahre 1995.
Das Orlando Stadium in Soweto bietet heutzutage Platz für 40.000 Zuschauer. Als es 1959 eröffnet wurde, fanden hier 24.000 Menschen Platz. Im Laufe der Jahre stieg die Kapazität des Stadions zwischenzeitlich auf fast 60.000 Plätze. Nach einer Renovierung im Jahre 2008 sank die Kapazität auf 40.000 Plätze. Während der Fußball-Weltmeisterschaft 2010, die Südafrika als erstes afrikanisches Land überhaupt ausrichtete, diente das Orlando Stadium als Trainingsstadion für verschiedene Nationalmannschaften. Zudem war es als Aushilfsstadion vorgesehen, falls einer der Spielorte nicht rechtzeitig fertig werden sollte. Ferner fand in diesem Stadion das Eröffnungskonzert der Fußball-Weltmeisterschaft statt, bei dem unter anderem international bekannte Künstler wie Shakira mit ihrem FIFA-WM-Song Waka Waka (This Time for Africa), K’naan oder die Black Eyed Peas spielten. Ein zweites großes Event fand im Orlando Stadium mit der Saison 2010 von Super 14 statt. Bei diesem Rugby-Union-Turnier wurden ein Halbfinalspiel sowie das Finale im Stadion der Orlando Pirates ausgetragen.